# Caroline Barbot
Caroline Barbot, all'anagrafe Marie-Caroline Douvry (Parigi, 27 aprile 1830 – Parigi, 17 novembre 1893) è stata un soprano francese.

## Biografia
Nata a Parigi, studiò canto lirico al Conservatoire national supérieur de musique et de danse de Paris sotto la supervisione di Manuel García figlio. Lavorò assiduamente all'Opéra de Paris fino al 1860, iniziando la propria carriera con ruoli da soprano leggero e lentamente ampliando il proprio repertorio cantando ruoli da soprano drammatico. All'Opera di Parigi è nota soprattutto per le sue interpretazioni di Valentine ne Gli ugonotti di Mayerbeer e, soprattutto, nell'eponima protagonista della Norma.
Fu proprio durante una rappresentazione della Norma che la Barbot fu udita da Giuseppe Verdi, che la volle come prima interprete del ruolo di Leonora in occasione della prima assoluta de La forza del destino al Teatro Imperiale di San Pietroburgo nel 1862. Aveva fatto il suo debutto in questo teatro due anni prima nel 1959 come Amelia in Un ballo in maschera, sempre su richiesta di Verdi. Continuò a cantare con successo per tutti gli anni settanta tra Londra e Milano, dove il marito Jules Barbot insegnava al conservatorio. Morì nel 1893 all'età di 63 anni.